# Hilltop (Minnesota)
Hilltop é uma cidade localizada no estado americano de Minnesota, no Condado de Anoka.

## Demografia
Segundo o censo americano de 2000, a sua população era de 766 habitantes.
Em 2006, foi estimada uma população de 751, um decréscimo de 15 (-2.0%).

## Geografia
De acordo com o United States Census Bureau tem uma área de
0,3 km², dos quais 0,3 km² cobertos por terra e 0,0 km² cobertos por água.

## Localidades na vizinhança
O diagrama seguinte representa as localidades num raio de 8 km ao redor de Hilltop.